# 藤井幸槌

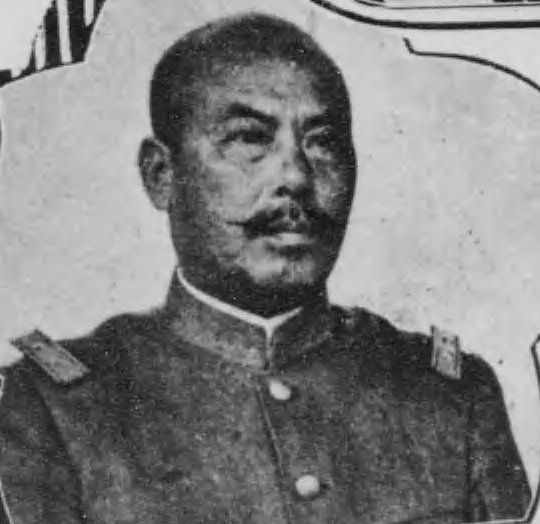
藤井幸槌

藤井 幸槌（ふじい こうつち、1864年2月12日（文久4年1月5日）- 1927年4月17日）は、日本陸軍の軍人。最終階級は陸軍中将。

## 経歴

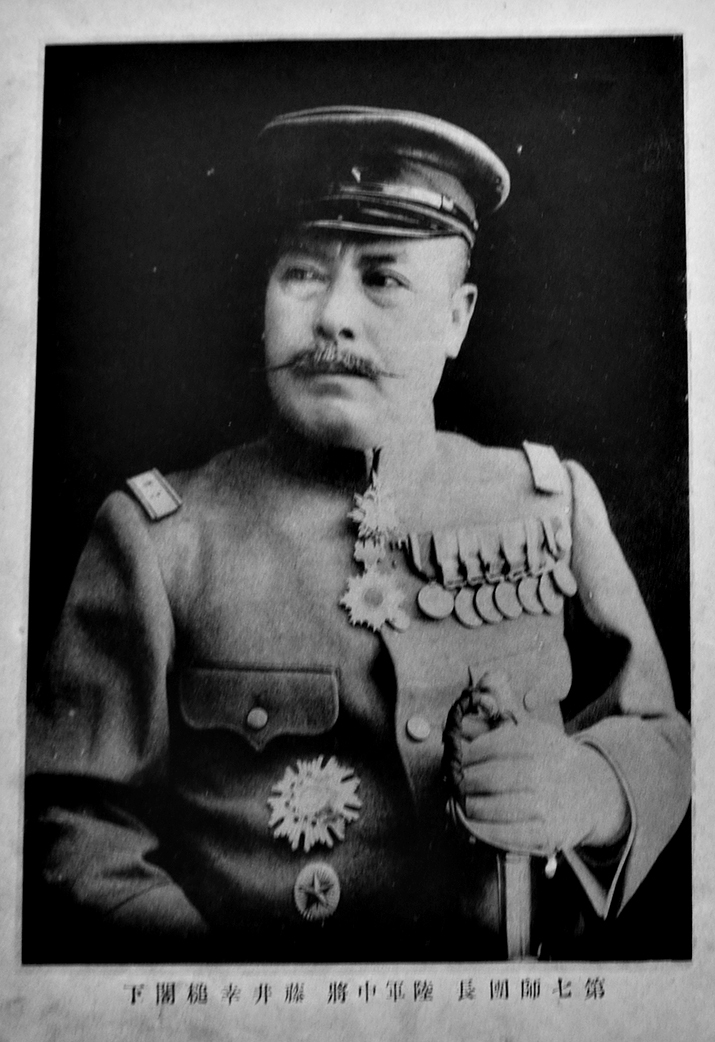

山口県出身。藤井由助の二男として生れる。1886年（明治19年）6月、陸軍士官学校（旧8期）を卒業し、歩兵少尉に任官、歩兵第10連隊付となる。近衛歩兵第1連隊付などを経て、1892年（明治25年）12月、陸軍大学校（8期）を卒業した。
1894年（明治27年）4月、陸士教官心得となり、後備歩兵第3連隊中隊長心得、陸士教官、台湾総督府参謀、同陸軍部課員、参謀本部第3部員などを経て、1900年（明治33年）10月、陸軍少佐に進級し近衛歩兵第4連隊付となった。参謀本部員、兼陸大教官などを歴任し、1904年（明治37年）2月、第12師団兵站参謀長に発令され日露戦争に出征。第3軍兵站参謀長、鴨緑江軍兵站参謀長を歴任。
1906年（明治39年）5月、参謀本部付となり、第6師団参謀長を経て、1907年（明治40年）11月、陸軍大佐に進み歩兵第22連隊長に着任。歩兵第3連隊長、近衛師団参謀長を歴任し、1912年（明治45年）4月、陸軍少将に進級し歩兵第7旅団長に就任。独立守備隊司令官を経て、1916年（大正5年）8月、陸軍中将となり第7師団長を拝命しシベリア出兵に従軍。1919年（大正8年）11月、近衛師団長に就任し、1922年（大正11年）2月に待命となり、同年5月、予備役に編入された。

## 栄典
位階
- 1886年（明治19年）11月27日 - 正八位[1]
- 1895年（明治28年）9月20日 - 正七位[2]
- 1907年（明治40年）12月27日 - 従五位[3]
- 1912年（明治45年）5月31日 - 正五位[4]
- 1916年（大正5年）9月11日 - 従四位[5]
- 1918年（大正7年）10月10日 - 正四位[6]
- 1921年（大正10年）11月10日 - 従三位[7]

勲章等
- 1896年（明治29年）4月11日 - 功五級金鵄勲章・勲六等瑞宝章[8]
- 1899年（明治32年）3月31日 - 勲五等双光旭日章[9]
- 1901年（明治34年）12月28日 - 勲四等瑞宝章[10]
- 1902年（明治35年）5月10日 - 明治三十三年従軍記章[11]
- 1919年（大正8年）5月30日 - 勲一等瑞宝章[12]
- 1920年（大正9年）11月1日 - 旭日大綬章・功二級金鵄勲章・大正三年乃至九年戦役従軍記章[13]
- 1921年（大正10年）7月1日 - 第一回国勢調査記念章[14]

## 親族
- 妻 藤井チョウ子 柴田家門（文部大臣）の妹。